# Список похороненных на Новодевичьем кладбище (Ц)
Новодевичье кладбище является одним из самых известных некрополей Москвы. Оно было образовано в 1898 году вдоль южной стены Новодевичьего монастыря, где имеется дворянский некрополь XIX века. В советское время это было второе по значимости кладбище после некрополя у Кремлёвской стены. Многие могилы Новодевичьего кладбища являются объектами культурного наследия. В данной статье представлен список значимых людей, похороненных на Новодевичье кладбище, фамилии которых начинаются на букву «Ц».

## Список
- Царапкин, Семён Константинович (1906—1984) — Чрезвычайный и Полномочный Посол в ФРГ (1966—1971) и по особым поручениям (1971—1984); 10 уч. 2 ряд.
- Царевский, Михаил Михайлович (1898—1963) — начальник строительства ГАЗа и других объектов, Герой Социалистического Труда (1949); 8 уч. 32 ряд.
- Цветаев, Вячеслав Дмитриевич (1893—1950) — генерал-полковник, Герой Советского Союза; 4 уч. 15 ряд
- Цвигун, Семён Кузьмич (1917—1982) — Первый заместитель Председателя КГБ СССР, генерал армии; 7 уч. лев.ст. 18 ряд.
- Целиковская, Людмила Васильевна (1919—1992) — актриса театра и кино, народная артистка РСФСР; 5 уч. 31 ряд рядом с мужем архитектором К. С. Алабяном.
- Цесевич, Платон Иванович (1879—1958) — оперный певец, народный артист РСФСР; 5 уч. 29 ряд.
- Цицин, Николай Васильевич (1898—1980) — ботаник, директор Главного ботанического сада АН СССР, академик АН СССР и ВАСХНИЛ; автор памятника Б. А. Дубрович; 9 уч. 6 ряд.
- Цуканов, Георгий Эммануилович (1919—2001) — помощник Первого, затем Генерального секретаря ЦК КПСС; 7 уч. лев.ст. 1 ряд.
- Цуранов, Михаил Николаевич (1904—1972) — заведующий финансово-хозяйственным отделом Президиума Верховного Совета СССР; 7 уч. 2 ряд.
- Цыганов, Николай Георгиевич (1909—1970) — генерал-полковник, Герой Советского Союза; 7 уч. пр.ст. 10 ряд
- Цявловский, Мстислав Александрович (1883—1947) — литературовед, пушкинист, доктор филологических наук; 2 уч. 32 ряд.